# ایگناسیو میلام تانگ
ایگناسیو میلام تانگ (انگلیسی: Ignacio Milam Tang؛ زادهٔ ۲۰ ژوئن ۱۹۴۰) یک سیاست‌مدار اهل گینه استوایی است.